# Estland op het Eurovisiesongfestival 2005
Estland nam deel aan het Eurovisiesongfestival 2005 in Kiev, Oekraïne. Het was de 11de deelname van het land op het Eurovisiesongfestival. De selectie verliep via het jaarlijkse Eesti Laul, waarvan de finale plaatsvond op 5 februari 2005. ETV was verantwoordelijk voor de Estse bijdrage voor de editie van 2005.

## Selectieprocedure
De nationale finale vond plaats op 5 februari 2005 in de studio's van de nationale omroep in Tallinn en werd gepresenteerd door Ines & Marko Reikop.
In totaal deden er 9 artiesten mee aan deze nationale finale.
De winnaar werd bepaald door televoting.
| Volgorde | Lied             | Artiest                     | Punten | Plaats |
| -------- | ---------------- | --------------------------- | ------ | ------ |
| 1        | Look in my eyes  | Sobe                        | 219    | 9de    |
| 2        | Break the ties   | Glow                        | 393    | 8ste   |
| 3        | Dream in a dream | Airi Ojamets                | 6337   | 4de    |
| 4        | 11               | Deva Deva Dance & Cardinals | 6946   | 3de    |
| 5        | Dream            | Glow                        | 690    | 7de    |
| 6        | Have you ever    | Rebecca Kontus              | 4164   | 6de    |
| 7        | Gotta go         | Eha Urbsalu                 | 5171   | 5de    |
| 8        | Moonwalk         | Laura                       | 9906   | 2de    |
| 9        | Let's Get Loud   | Suntribe                    | 10583  | 1ste   |

## In Kiev
In Oekraïne moest Estland aantreden als 12de in de halve finale, net na België en voor Noorwegen. Op het einde van de puntentelling bleek dat ze op een 20ste plaats waren geëindigd met 31 punten.
Men ontving 1 keer het maximum van de punten.
Nederland en België hadden geen punten over voor deze inzending.

### Gekregen punten

#### Halve Finale
| 12 punten  | 10 punten | 8 punten     | 7 punten   | 6 punten                         |
| ---------- | --------- | ------------ | ---------- | -------------------------------- |
| - Letland  |           |              |            | - Finland                        |
| 5 punten   | 4 punten  | 3 punten     | 2 punten   | 1 punt                           |
| - Litouwen |           | - Denemarken | - Slovenië | - Hongarije - Ierland - Moldavië |

### Punten gegeven door Estland

#### Halve finale
Punten gegeven in de halve finale:
| 12 punten | Zwitserland |
| 10 punten | Letland     |
| 8 punten  | Finland     |
| 7 punten  | Denemarken  |
| 6 punten  | Noorwegen   |
| 5 punten  | Moldavië    |
| 4 punten  | Hongarije   |
| 3 punten  | Kroatië     |
| 2 punten  | Ierland     |
| 1 punt    | Roemenië    |

#### Finale
Punten gegeven in de finale:
| 12 punten | Zwitserland |
| 10 punten | Letland     |
| 8 punten  | Noorwegen   |
| 7 punten  | Rusland     |
| 6 punten  | Moldavië    |
| 5 punten  | Denemarken  |
| 4 punten  | Malta       |
| 3 punten  | Hongarije   |
| 2 punten  | Kroatië     |
| 1 punt    | Israël      |

1994 · 1995 · 1996 · 1997 · 1998 · 1999 · 2000 · 2001 · 2002 · 2003 · 2004 · 2005 · 2006 · 2007 · 2008 · 2009 · 2010 · 2011 · 2012 · 2013 · 2014 · 2015 · 2016 · 2017 · 2018 · 2019 · 2020 · 2021 · 2022 · 2023 · 2024 · 2025